# Pleito de los Delfines

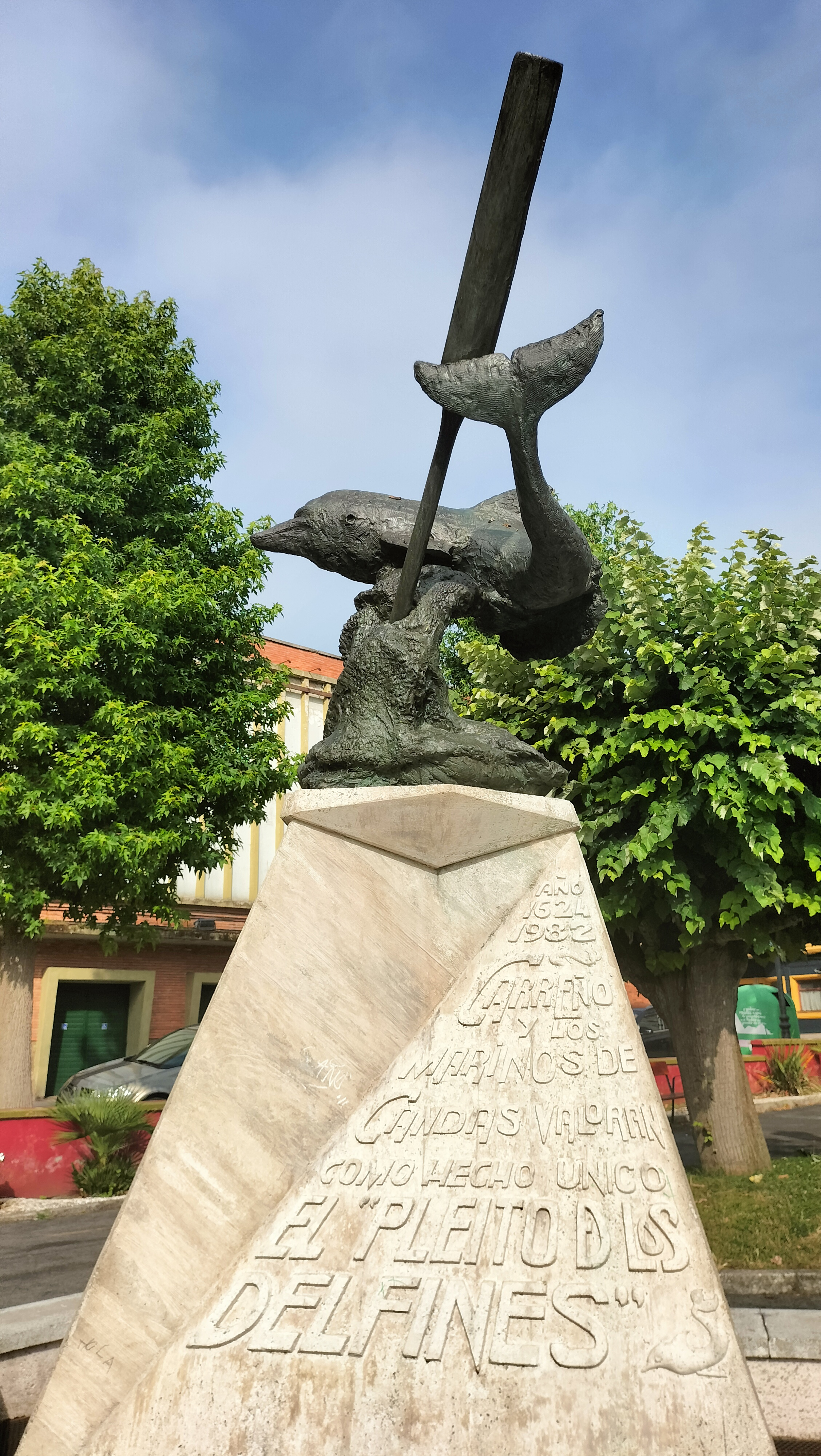
Escultura de 1982 a "El Pleito de los delfines" de Vicente Menéndez – Santarúa Prendes

El pleito de los delfines es un juicio, documentado en el registro de la época, en el que pescadores asturianos demandaron a delfines y calderones en Candás el siglo XVII.

## La historia del pleito
En 1624, el cura de Candás -parroquia asturiana a 19 kilómetros al Oeste de Gijón- presentó una demanda ante el Obispo de Oviedo. La denuncia venía promovida por las protestas de los pescadores porque delfines y calderones, que poblaban de forma masiva la ría de Perán, rompían sus redes y se comían la pesca.
La Universidad de Oviedo asignó un abogado defensor y un fiscal. En el juicio también participaron un clérigo de la Inquisición, un notario y varios testigos. Los participantes se embarcaron y realizaron el juicio en la zona del mar donde ocurrían los problemas.
El abogado defensor utilizó como argumentos en su defensa que los delfines eran criaturas de Dios, tenían derecho a alimentarse y poblaban la zona antes que los habitantes de Candás. El fiscal defendió que aquella era zona de pesca de los marineros y tenían mayor derecho que los delfines.
El clérigo dictó sentencia y ordenó al notario su lectura en voz alta como notificación a los delfines, ordenándoles acabar con los ataques y abandonar aquellas aguas. Si no cumplían la sentencia, la condena sería el infierno.

## Registro histórico
Durante años, se pensó que la historia era una leyenda. Pero, en 1980, el cronista del concejo de Carreño, Marino Busto, descubrió en el Archivo Histórico de Oviedo el "protocolo del notario Don Juan de Valdés".
El documento señala que el cronista del rey Felipe IV, Gil González Dávila, publicó este hecho en su libro "Teatro Eclesiástico de la Santa Iglesia de Oviedo".

## Escultura urbana
Desde 1982, en Candás se puede visitar una escultura alusiva al juicio. Es obra de Vicente Menéndez- Santarúa y se encuentra en el parque Maestro Antuña.